# Manewr krokodyla
Manewr krokodyla (ang. "crocodile coup" lub "alligator coup") to w brydżu manewr obrońcy polegający na zagraniu karty wyższej niż jest na to potrzeba w celu uniknięcia wzięcia lewy przez partnera - na przykład, jeżeli jeden z obrońców ma w kolorze ADW, partner ma singlowego króla, a rozgrywający gra małą kartę w tym kolorze, to zagranie przez obrońcę asa z konfiguracji ADW jest właśnie manewrem krokodyla. Wyższy honor "połyka" niższy honor partnera. Dobrze ilustruje to poniższy przykład, rozdanie zostało rozegrane pomiędzy drużynami USA i Francji w ćwierćfinale Mistrzostw Świata, licytacja potoczyła się następująco:
```
             W         N         E         S
             -         pas       pas       2
♦
*
             2♠        2BA       4♠        5♣
             5♠        6♣        pas...
```

2♦ pokazywało silną rękę na dowolnym kolorze, W zawistował w asa pik, a rozdanie wyglądało tak:
```
                       ♠ D 9 8 2
                       
♥
 K W 10
                       
♦
 9 7 4 3
                       ♣ A 6
             ♠ A K 10 7 4 3       ♠ W 6 5
             
♥
 9 2                
♥
 8 7 6 4 3
             
♦
 K W 10 6 5         
♦
 D
             ♣ -                  ♣ 10 8 5 3
                       ♠ -
                       
♥
 A D 5
                       
♦
 A 8 2
                       ♣ K D W 9 7 4 2
```

Rozgrywający przebił pierwszy wist i zorientował się, że wygranie tego kontraktu będzie wymagało ustawienia przymusu karowo-pikowego. Aby do sytuacji przymusowej mogło jednak dojść musi on najpierw oddać jedną lewę (przeprowadzić redukcję lewy). Jedyny sposób aby tego dokonać, to oddanie lewy w karach z nadzieją na to, że jeden z obrońców ma singlowego króla w tym kolorze i po wzięciu lewy nie będzie kontynuował kar, gdyż zrywa to komunikację do przymusu.
Rozgrywający przebił więc wist pikowy, zagrał cztery razy atuty i wyszedł z ręki blotką karo. Obrońca W powinien w tym momencie przeprowadzić manewr krokodyla czyli wskoczyć królem karo, aby "połknąć" damę partnera, nie dając mu na nią wziąć lewy. Niestety, z punktu widzenia obrony, W tę lewę przepuścił i została ona zdobyta przez E na jego singlową damą, a ponieważ nie miał on już więcej kar rozgrywający zdołał ułożyć swój przymus. Przebił kontynuację pikową, pociągnął do końca atuty i zagrał dwa razy kiery kończąc na stole, doprowadzając do następującej końcówki:
```
                       ♠ D
                       
♥
 K
                       
♦
 9
                       ♣ -
             ♠ K                  ♠ W    
             
♥
 -                  
♥
 7 4
             
♦
 K W                
♦
 -
             ♣ -                  ♣ -       
                       ♠ -
                       
♥
 5
                       
♦
 A 8
                       ♣ -
```

Zagrał teraz króla kier ze stołu i gracz W stanął w przymusie pikowo-karowym. Zaniedbanie przez niego przeprowadzenia manewru krokodyla poprzez wskoczenie królem karo na zagraną z ręki blotkę pozwoliło na zrealizowanie tego kontraktu.